# ダイニチ工業
ダイニチ工業株式会社（ダイニチこうぎょう、英: Dainichi Co., Ltd.）は、新潟県新潟市南区に本社を置く、暖房機器（石油暖房機器、電気暖房機器、ガス暖房機器）や環境機器（加湿器、燃料電池ユニット）などの製造販売を行う電機メーカーである。
本社がある新潟県新潟市南区で、製品の企画・開発・設計・組立・検査・保管・販売までを行っている。

## 概要
創立以来、石油燃焼機器の開発・製造を行い、現在では業務用石油ストーブ（1971年製造・販売を開始）、家庭用石油ファンヒーター（1980年製造・販売を開始）の国内シェアトップである。
また、それら技術を生かした製品づくりを行っており、2003年に製造・販売を開始した加湿器については、2013年以降は国内シェアトップである。
その他、セラミックファンヒーター（電気暖房機器）、焙煎機能付きコーヒーメーカー、コーヒー豆焙煎機などの分野にも進出している。海外製造品が多い加湿器やセラミックファンヒーターを含めて、全て国内製造を行っている。
新潟県が本社のコロナとは創業地が同じ三条市でライバル関係にあり、石油暖房機器分野でシェア争いを続けている。
バーナーにはブンゼンバーナーを積極的に採用しており、それとの相性が悪い密閉（FF）式石油ストーブは生産していない。

## 社名
社名は「大日」に由来する。
これは創業者である佐々木文雄が、戦争で疲弊していた当時の日本を再び大きな日本へと甦らせたいということから、「大日」より「ダイニチ工業」と命名した。

## 沿革
- 1957年 （昭和32年） - 新潟県三条市に東陽技研工業株式会社が創立。佐々木文雄が専務として会社創立に携わる。加圧式石油コンロ、加圧式石油ストーブなどを製造販売。当時の製品のブランド名として「Dainichi」が使用されていた。
- 1964年 （昭和39年）
  - 1月 - 東陽技研工業株式会社、経営不振のため整理
  - 4月 - 佐々木文雄が、石油バーナー、石油ふろ釜を製造販売するメーカーとして、新潟県三条市塚野目にダイニチ工業株式会社を設立。
- 1966年 （昭和41年） - 落差式バーナー「RD-2」の製造販売を開始。
- 1967年 （昭和42年） - 気化式石油風呂釜「Hi-S」の製造販売を開始。
- 1968年 （昭和43年） - 加圧式フレームガンの製造販売を開始。
- 1971年 （昭和46年）7月 - 開放式の業務用石油ストーブ「FM-2」を「ブルーヒーター」と命名し、製造販売を開始。
- 1973年 （昭和48年） - 業務用石油ストーブの上部が熱くならない（温風ファン付き）モデル「FM-4」を開発し、製造販売を開始。
- 1975年 （昭和50年） - 業界初のサーミスターを採用した業務用石油ストーブを開発し、製造販売を開始。
- 1977年 （昭和52年）5月 - 業界初の全自動の業務用石油ストーブ「FM-61D」を開発し、製造販売を開始。
- 1979年 （昭和54年）
  - 業界初のセラミックヒーターを導入した石油暖房機器「FA-5」を開発し、製造販売を開始。
  - 10月 - 新潟県白根市（現・新潟市南区）和泉工業団地内に本社・工場を移転。
- 1980年 （昭和55年）6月 - 着火スピードが業界最短の家庭用石油ファンヒーター「FA-32」を開発し、製造販売を開始。
- 1983年 （昭和58年）9月 - 東京都品川区に東京事務所を開設（現・東京第一、東京第二、東京第三営業所）。
- 1984年 （昭和59年）6月 - 福岡市博多区に九州事務所を開設（現・九州営業所）。
- 1985年 （昭和60年）- 加湿器付きの家庭用石油ファンヒーター「FA-331」「FA-511」を開発し、製造販売を開始。
- 1986年 （昭和61年）6月 - 大阪府吹田市に大阪営業所（現・大阪第一、大阪第二営業所）、仙台市若林区に仙台営業所（現・東北営業所）、本社内に新潟営業所をそれぞれ開設。
- 1987年 （昭和62年）
  - 1月 - 東京都千代田区に賃貸オフィスビル（麹町ビル）を新築（2003年2月に売却）し、不動産賃貸業を開始。
  - 量販店での販売専用モデルであり、業界最小サイズの家庭用石油ファンヒーター「FX-221」を開発し、製造販売を開始。
  - 8月 - スモークマシンの製造販売を開始。名古屋市東区に名古屋営業所を開設。
- 1988年 （昭和63年）
  - 空気清浄機付きの家庭用石油ファンヒーター「FA-334F」を開発し、製造販売を開始。
  - 8月 - 東京都千代田区に東京営業所兼賃貸オフィスビル（神田ビル）を新築（2007年3月に売却）し、東京営業所(現・東京第一、東京第二、東京第三営業所)を移転。
- 1990年 （平成2年）
  - 6月 - 新潟県白根市（現・新潟市南区）北部工業団地内に、新工場（北部工場）を建設し製造部門を全面的に移転。
  - 11月 - 株式を日本証券業協会に店頭登録。
- 1991年 （平成3年）- 園芸用暖房機「蘭」を開発し、製造販売を開始。
- 1996年 （平成8年）
  - 1月 - 新潟県白根市（現・新潟市南区）北部工業団地内に、本社を移転。
  - 5月 - 群馬県高崎市に高崎営業所、栃木県宇都宮市に宇都宮営業所、広島市安佐南区に広島営業所をそれぞれ開設。
  - 8月 - 新潟県白根市（現・新潟市南区）北部工業団地内に第二工場兼研究開発センターを建設し、和泉工業団地内より研究開発部門を移転。
- 1997年 （平成9年）6月 - 焙煎機能付コーヒーメーカーを開発し、製造販売を開始。
- 1998年 （平成10年）
  - 6月 - 東京証券取引所市場第二部、新潟証券取引所（2000年3月1日付で東京証券取引所に吸収合併）に上場。
  - 8月 - 業界初の家庭用石油ファンヒーター3年保証を採用。
- 1999年 （平成11年）
  - 3月 - ISO9001認証取得。
  - 6月 - 創業者の佐々木文雄が会長に就任。社長には吉井久夫が就任。
- 2000年 （平成12年）12月 - ISO 14001認証取得。
- 2002年 （平成14年）2月 - 新潟県白根市（現・新潟市南区）和泉工業団地内に、配送センター（現・和泉物流センター）を開設。
- 2003年 （平成15年）
  - 3月 - 東京証券取引所市場第一部銘柄に指定。
  - 10月 - 加湿器（ハイブリッド式加湿器）を開発し、製造販売を開始。
- 2010年 （平成22年）4月 - 8営業所を整理統合し、5営業所（関東、関西、東北、新潟、九州営業所）、4オフィス（高崎、宇都宮、名古屋、広島）体制に変更。
- 2011年 （平成23年）4月 - 新潟市南区の北部工業団地内に第三工場を取得。
- 2013年 （平成25年）
  - 4月 - 岡山市北区に岡山オフィスを開設。
  - 10月 - 新潟市西蒲区打越第1工業団地内に中之口工場を取得。
- 2014年 （平成26年）
  - 4月 - 宇都宮オフィスを閉鎖
  - 4月 - 札幌市白石区に札幌オフィス、埼玉県久喜市に埼玉オフィス、茨城県水戸市に水戸オフィス、横浜市中区に横浜オフィスをそれぞれ開設。
- 2015年 （平成27年）
  - 4月 - 岩手県盛岡市に盛岡オフィスを開設。
  - 9月 - 電気暖房機器（セラミックファンヒーター）を開発し、製造販売を開始。電気暖房機器の分野に進出（なお、石油ファンヒーター同様に3年保証を採用しており、セラミックファンヒータでは初となる[要出典]）。
  - 8月6日 - 岩谷産業は、ダイニチ工業との間でカセットガスファンヒーターを共同開発を行い、ダイニチ工業が生産を行うことを発表。
- 2016年 （平成28年）7月14日 - コーポレートアイデンティティを導入し、コーポレートロゴを改定[2]。製品へは2016年度モデルから新コーポレートロゴを導入。
- 2017年 （平成29年）8月10日 - ノーリツは、2018年3月をめどにガスファンヒーターの生産を、当社に委託することを発表。
- 2018年 （平成30年）
  - 3月 - 管理本部、生産本部、開発本部を新設。横浜オフィスを閉鎖。
  - 4月 - 営業本部を新設し、4本部体制に変更。12営業所（東京第一、東京第二、東京第三、水戸、高崎、東北、新潟、大阪第一、大阪第二、名古屋、広島、九州）、4オフィス（埼玉、札幌、盛岡、岡山）体制に変更。
  - 10月4日 - 家庭用石油ファンヒーター累計生産台数3,000万台を達成。
- 2019年 （令和元年）
  - 5月 - 新潟市南区の和泉工業団地内の配送センター倉庫を解体・新築し、呼称を和泉物流センターに変更。
  - 10月10日 - 京セラとパーパスとの共同で燃料電池ユニット（貯湯タンク内蔵）を開発し、京セラから燃料電池ユニット（貯湯タンク内蔵）の製造を受託したことを発表。
- 2020年 （令和2年）
  - 5月 - 経済産業省、厚生労働省、文部科学省の3省共同で作成作業を行った「令和元年度 ものづくり基盤技術の振興施策」（2020年版ものづくり白書）で、労働生産性が向上した働き方の好事例として紹介。
  - 10月7日 - 加湿器の累計生産台数300万台を達成。
- 2021年 （令和3年）
  - 3月 - 岡山オフィスを閉鎖。
  - 6月 - 代表取締役専務に吉井唯（吉井久夫社長の長男）が就任。
- 2022年 （令和4年）
  - 6月28日 - 代表取締役社長に吉井唯が就任。社長の吉井久夫は代表取締役会長に異動。

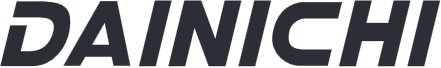
旧ロゴ

## 主力商品
暖房機器
- 石油暖房機器

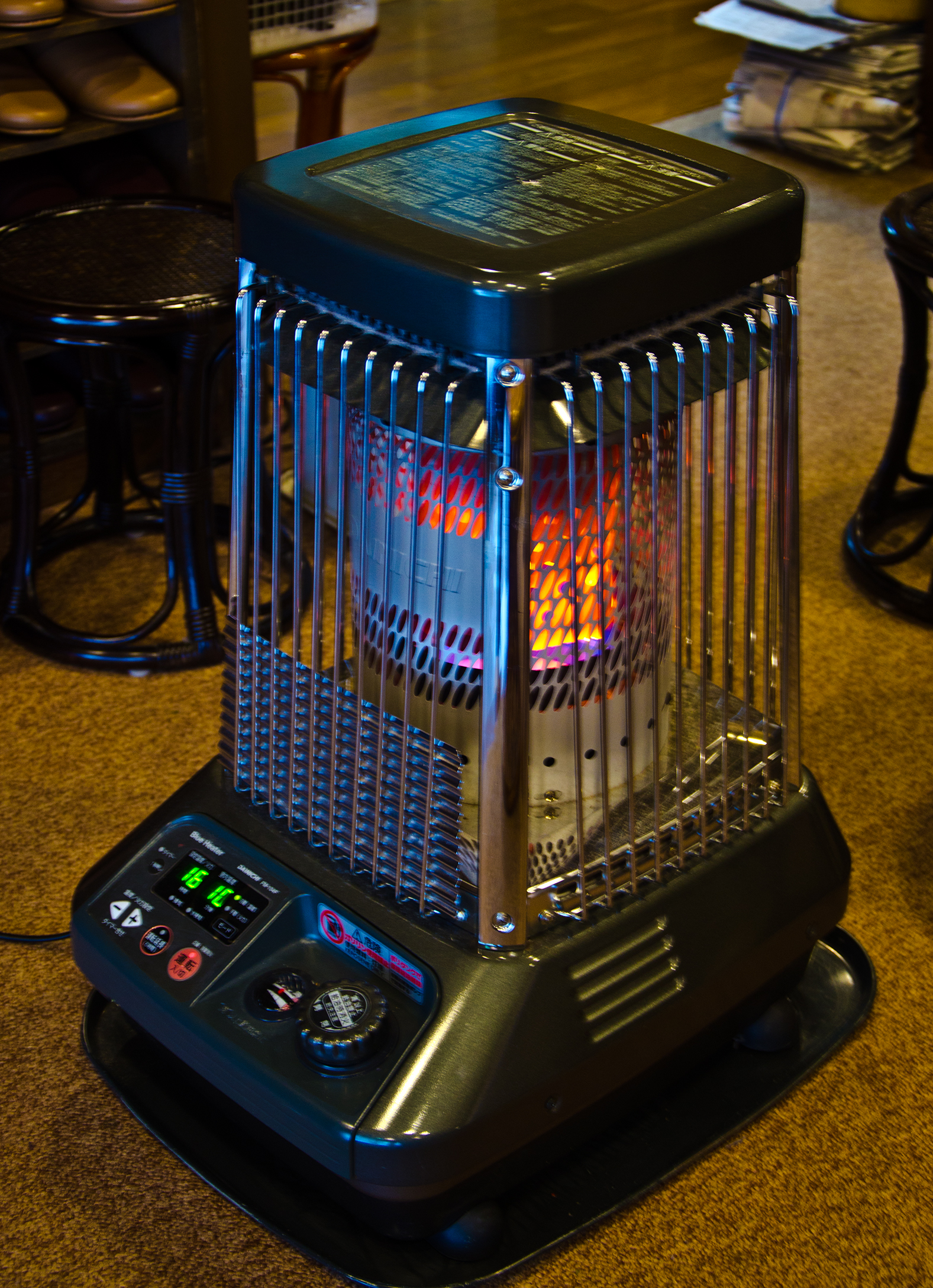
業務用石油ストーブ（ブルーヒーター）

  - 家庭用石油ファンヒーター - 1980年に製造販売を開始
    - 暖房出力2.5 kW（木造（戸建）7畳まで/コンクリート（集合）9畳まで）のモデルから、暖房能力10.0 kW（木造（戸建）26畳まで/コンクリート（集合）35畳まで）のモデルをラインナップ。同じ暖房出力でも、機能・性能・デザイン面で各種タイプを揃えている。
    - 自社モデルは「FW」「FZ」を冠する型名であるが、以前は「FA」｢FB｣「FX」「FY」などが存在した。この他、PBモデルでは「FHY」「FI」「DY」なども存在した。
    - 業務用石油ストーブのブンゼン気化式を、家庭用石油ファンヒーターでも採用。業務用石油ファンヒーターの気化器を改良することにより着火時間を短縮しており、保温なしの35秒着火は他社製品に比べて最速。
    - データ調査会社GfK Japanによる調査結果では、全国有力家電量販店の販売実績集計で、2007 - 2020年度（年度=4月1日 - 3月31日）石油ファンヒーター メーカー別販売数量シェアは、14年連続No.1である。

  - 業務用石油ストーブ - 1971年に製造販売を開始
    - 芯式や煙突が付いた業務用石油ストーブが一般的であった当時に、ブンゼン気化式を用いて煤やニオイが出にくく、煙突無しでも使用できる画期的な製品であった。
    - サーミスター、電磁ポンプなどを他社に先駆けて採用し、それらの技術は家庭用石油ファンヒーターに受け継がれた。
- 電気暖房機器
  - セラミックファンヒーター - 2015年に製造販売を開始
    - 2015年の販売開始時より3年保証制度を導入。
- ガス暖房機器
  - カセットガスファンヒーター (岩谷産業と共同開発、同社から受託生産） - 2015年に製造を開始
  - ガスファンヒーター(ノーリツから受託生産） - 2018年に製造を開始

環境機器
- 加湿器（気化式+温風気化式のハイブリッド式） - 2003年に製造販売を開始
  - 加湿量300mL/h（適用床面積:プレハブ洋室8畳まで/木造和室5畳まで）のモデルから、加湿量2,400mL/h（適用床面積:プレハブ洋室67畳まで/木造和室40畳まで）のモデルまでラインナップ。同じ加湿量でも、機能・性能・デザイン面で各種シリーズを揃えている。
  - 運転音の静音化に取り組み、業界No.1を達成。
  - データ調査会社GfK Japanによる調査結果では、全国有力家電量販店の販売実績集計で、2013 - 2020年度（年度=4月1日 - 3月31日）加湿器メーカー別販売金額シェアは、8年連続No.1である。
  - 2003年の販売開始時より3年保証制度を導入。
- 燃料電池ユニット（貯湯タンク内蔵： 京セラとパーパスとの間で共同開発、京セラから受託生産） - 2019年に製造を開始

その他
- 空気清浄機
- 焙煎機能付きコーヒーメーカー
- コーヒー豆焙煎機
- スモークマシーン
- 光合成促進機
- 園芸用暖房機
- サービスパーツ

かつて製造していた製品
- 給餌機
- 生ゴミ処理機
- ワンダースモーク
- 脱臭機

## テレビ番組
- 日経スペシャル カンブリア宮殿 懐かしの石油ファンヒーターで大躍進!知られざるヒットメーカー ダイニチの秘密（2019年1月31日、テレビ東京）[3]。
- 知られざるガリバー〜エクセレントカンパニーファイル〜（2025年1月4日、テレビ東京）[4]。

## テレビCM
ダイニチ工業はテレビでの番組提供をしていないが、毎年冬に「ダイニチブルーヒーター」スポットCMを制作し、主に新潟県と関東地方を中心に放映されている（過去には金曜ロードショー〈日テレ〉に提供したことがあった。また、2005年12月18日に放送した感涙!時空タイムス（テレビ大阪・テレビ東京系列）の2時間スペシャルに番組提供していた）。ブルーヒーターのCMに2004年度までは女優でタレントのリサ・ステッグマイヤー、2006年度までは女優の多岐川華子を起用していた。2007年度からは水森亜土が歌うCMになっている。
- 2005年:「寒い朝編」
- 2006年:「ブルーチーター編」
- 2007年:「はーやくあったか40秒編」

2021年からは新潟県を活動拠点とするアイドルグループのNegiccoをCMキャラクターに起用。オリジナルCMソング「Warm your heart ～いつまでも すぐそばで～」はRAM RIDERが作詞作曲を手掛ける。